# Rotunda svatého Jana Křtitele (Zborovy)
Rotunda svatého Jana Křtitele ve Zborovech v okrese Klatovy stojí v jihozápadní části obce. Je součástí kostela svatého Jana Křtitele.

## Historie
Rotunda pochází z přelomu 12. a 13. století. Barokní úpravou prošla během 17. a 18. století.

## Popis
Rotunda má kruhovou loď a obdélný presbytář s apsidou. Je postavena z lámaného kamene, nemá sokl a chybí jí zděná lucerna. Okrouhlá loď má v průměru 7,10 metru, kopulové klenutí sahá do výše 8,40 metru. Triumfální polokruhový oblouk se otevírá do presbyteria 3,65 metru dlouhého a 3,25 metru širokého, klenutého plackou. Apsida, hluboká 2,20 metru, je sklenuta nepravidelnou konchou.